# Paul Hildebrandt
Paul Hildebrandt (Berlino, 21 luglio 1870 – Berlino, 26 novembre 1948) è stato un docente, filologo classico e politico tedesco, riformatore scolastico e consigliere comunale di Berlino.

## Biografia

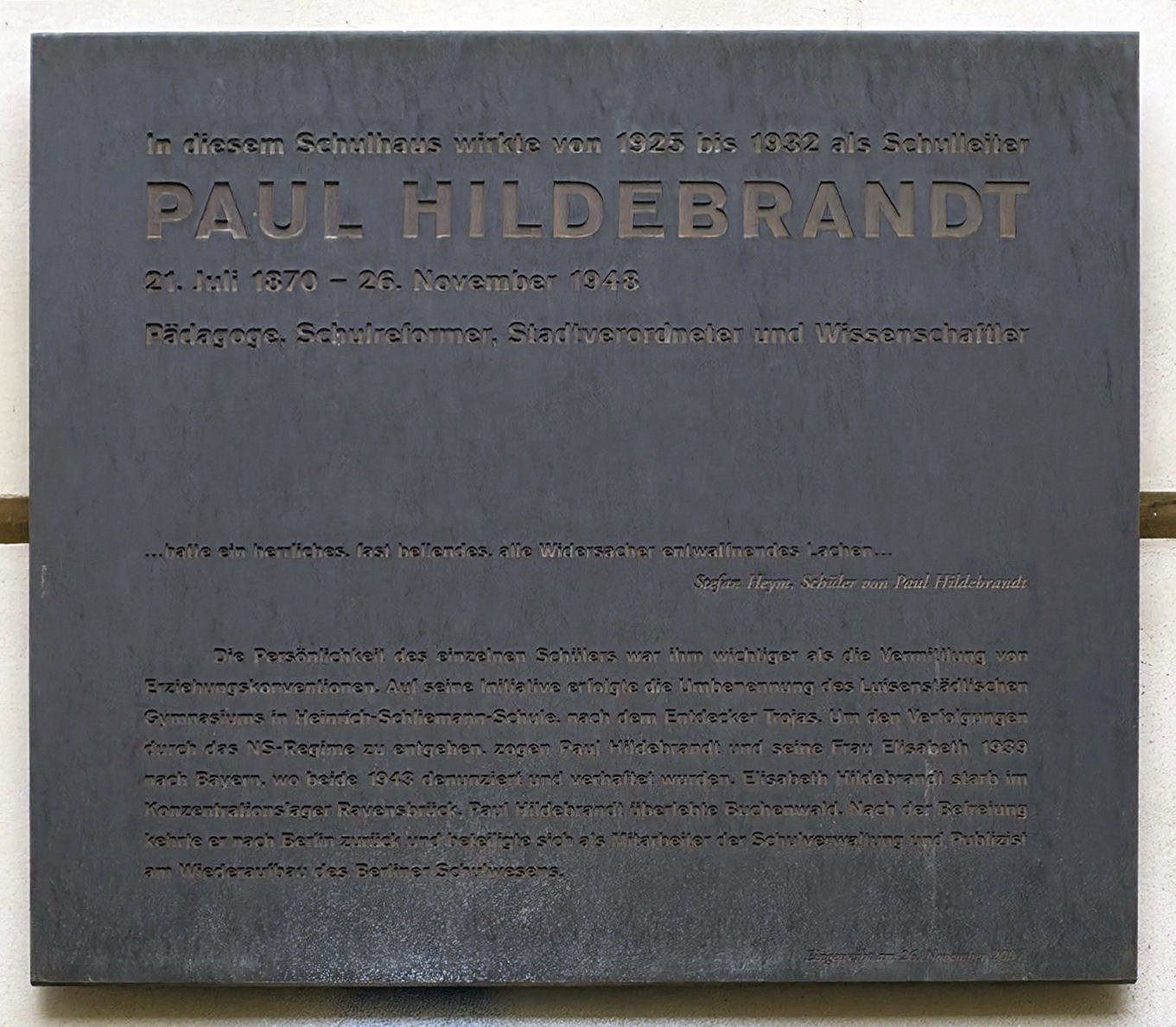
Targa commemorativa sulla casa, di Gleimstrasse 49, a Berlino-Prenzlauer Berg

Hildebrandt studiò filologia classica, religione e storia all'Università Humboldt di Berlino. Dopo aver conseguito il dottorato come filologo classico, nel 1894, insegnò per quasi 30 anni nei licei. Per circa la metà di questo tempo insegnò presso il Berlinisches Gymnasium Zum Grauen Kloster come insegnante senior.
Dopo la rivoluzione del novembre, del 1918, entrò a far parte del Partito democratico tedesco.
Dal 1920 scrisse articoli per la Vossische Zeitung, il Berliner Morgenpost e altri quotidiani, dedicandosi specificatamente agli eventi politici della scuola, alle questioni educative e agli aspetti di una necessaria riforma scolastica. Dal 1923 diresse "Pädagogische Sprechstunde" presso Ullstein Verlag.
Come filologo classico si occupò anche dello studio degli Scholia Bobiensia.
Nel 1924 venne eletto consigliere comunale di Berlino come membro del DDP.
Dal 26 gennaio 1925 fino al suo ritiro, il 1º ottobre 1932, fu preside del Ginnasio Luisenstädtische. Sotto la sua guida, la scuola fu ribattezzata scuola Heinrich Schliemann nel 1928. Usò la sua posizione per implementare i suoi principi pedagogici nella pratica educativa:
- Diede la possibilità ai suoi studenti di esporre i loro desideri, reclami e lamentele, anche sugli insegnanti, direttamente al preside.
- Consentì l'elezione dei rappresentanti degli studenti e diede loro un'ampia voce in capitolo nelle questioni scolastiche.
- Introdusse le escursioni orientate alla carriera nel mondo del lavoro.
- Supportò gli studenti nell'organizzazione di soggiorni di diverse settimane nei campi scuola e viaggi per le vacanze.

Le attività per il tempo libero vennero create per rafforzare il legame tra i suoi studenti e il loro liceo.
Uno dei suoi studenti fu Stefan Heym, al quale Hildebrandt, nonostante fosse stato espulso dal liceo di Chemnitz a causa di una poesia antimilitarista, diede l'opportunità di fare il suo Abitur.
Dopo il suo ritiro, nel 1932, si trasferì a Ramsau bei Berchtesgaden, nel 1939 assieme alla moglie Else. Da lì, lui e sua moglie, furono deportati nel Campo di concentramento di Buchenwald o nel campo di concentramento di Ravensbrück, nel dicembre 1943, a causa di una denuncia da parte del leader del gruppo locale Ramsau NSDAP come "oppositori nascosti dello stato nazionale". Mentre sua moglie moriva a Ravensbrück, Hildebrandt venne liberato dal campo di concentramento nel 1945 all'età di 74 anni e tornò a Berlino.
Paul Hildebrandt si rese disponibile, senza esitazione, per costruire un sistema educativo democratico a Berlino. Fu consulente nell'Hauptschulamt e contribuì alla creazione di biblioteche per la formazione degli assistenti scolastici nei quartieri della città di Berlino.
Fu anche dipendente a tempo indeterminato del telegrafo e della radio nel settore americano, dove contribuì al carattere e al contenuto della nuova scuola in uno stato tedesco democratico. Dall'autunno 1946 fino alla sua morte, nel 1948, fu direttore della rivista giovanile illustrata di recente fondazione Ins neue Leben, apparsa nel settore britannico di Berlino.
Il 26 novembre 1948 morì a Berlino all'età di 78 anni. In suo onore, il 26 novembre 2004, è stata murata una targa sull'edificio dell'11° Scuola elementare, l'ex scuola superiore Luisenstadt, situata in Gleimstrasse 49 a Berlino-Prenzlauer Berg.

## Opere
Elenco selezionato delle opere. 
- Das Spielzeug im Leben des Kindes, Berlin, 1904.
- Wie verbilligt man die Schulbücher?, in: Vossische Zeitung, 27. September 1922, Erste Beilage.